# Euproctis moramanga
Euproctis moramanga är en fjärilsart som beskrevs av Collenette 1956. Euproctis moramanga ingår i släktet Euproctis och familjen tofsspinnare. Inga underarter finns listade i Catalogue of Life.